# Episparis emmanueli
Episparis emmanueli là một loài bướm đêm trong họ Erebidae.